# Eudorylas gilvipes
Eudorylas gilvipes är en tvåvingeart som beskrevs av Morakote och Kôji Yano 1990. Eudorylas gilvipes ingår i släktet Eudorylas och familjen ögonflugor. Inga underarter finns listade i Catalogue of Life.